# Bundesratswahl 1963
Am 12. Dezember 1963 fanden in der Schweiz die Gesamterneuerungswahlen des Bundesrates statt. Die beiden Kammern des neu gewählten Parlaments, die Vereinigte Bundesversammlung, wählten die Schweizer Regierung, den Bundesrat, für die von 1964 bis 1967 dauernde Amtszeit. Die Sitze wurden einzeln in der Reihenfolge des Amtsalters der Sitzinhaber bestellt. Da es keine Rücktritte aus dem Bundesrat gab, kam es zu keinen Ersatzwahlen.

## Wahlen

### Erste Wahl (Sitz von Paul Chaudet, FDP)

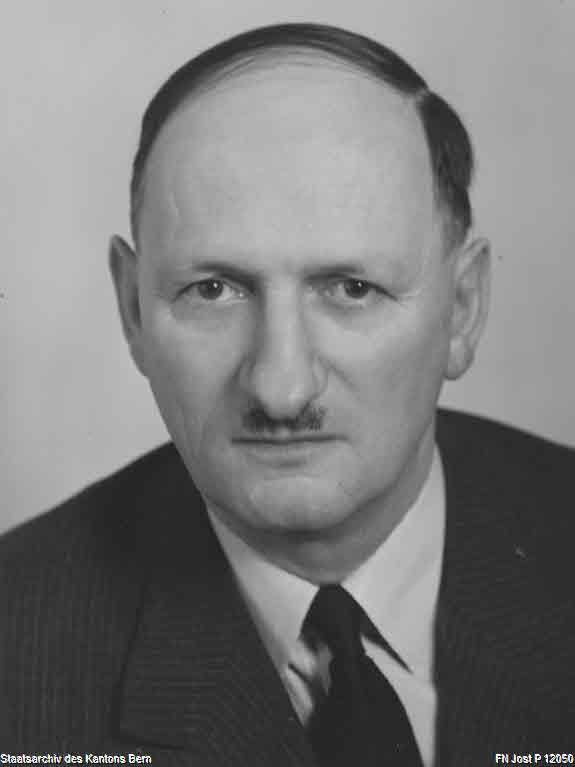
Paul Chaudet (1958)

Paul Chaudet (FDP) wurde am 16. Dezember 1954 zum Bundesrat gewählt. Chaudet war von 1955 bis 1966 Vorsteher des Militärdepartements.
|                         | 1. Wahlgang |
| ----------------------- | ----------- |
| ausgeteilte Wahlzettel  | 223         |
| eingegangene Wahlzettel | 223         |
| leer/ungültig           | 33/0        |
| gültig Total            | 190         |
| absolutes Mehr          | 96          |
| Paul Chaudet            | 185         |
| Verschiedene            | 5           |

### Zweite Wahl (Sitz von Friedrich Traugott Wahlen, BGB)

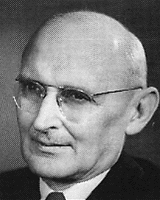
Friedrich Traugott Wahlen

Friedrich Traugott Wahlen (BGB) wurde am 11. Dezember 1958 zum Bundesrat gewählt. Wahlen war 1959 Vorsteher des Justiz- und Polizeidepartements, 1960 und 1961 Vorsteher des Volkswirtschaftsdepartements und zwischen 1961 und 1965 Vorsteher des Politischen Departements.
|                           | 1. Wahlgang |
| ------------------------- | ----------- |
| ausgeteilte Wahlzettel    | 230         |
| eingegangene Wahlzettel   | 229         |
| leer/ungültig             | 22/1        |
| gültig Total              | 206         |
| absolutes Mehr            | 104         |
| Friedrich Traugott Wahlen | 197         |
| Verschiedene              | 9           |

### Dritte Wahl (Sitz von Willy Spühler, SP)

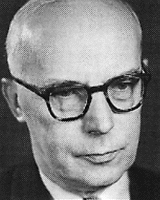
Willy Spühler

Willy Spühler (SP) wurde am 17. Dezember 1959 zum Bundesrat gewählt. Spühler war von 1960 bis 1962 Vorsteher des Post- und Eisenbahndepartements, von 1963 bis 1965 Vorsteher des Verkehrs- und Energiewirtschaftsdepartement und von 1966 bis 1970 Vorsteher des Politischen Departements.
|                         | 1. Wahlgang |
| ----------------------- | ----------- |
| ausgeteilte Wahlzettel  | 234         |
| eingegangene Wahlzettel | 234         |
| leer/ungültig           | 58/0        |
| gültig Total            | 176         |
| absolutes Mehr          | 89          |
| Willy Spühler           | 164         |
| Verschiedene            | 12          |

### Vierte Wahl (Sitz von Ludwig von Moos, KCV)

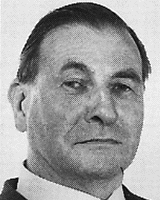
Ludwig von Moos

Ludwig von Moos (KCV)  wurde am 17. Dezember 1959 zum Bundesrat gewählt. Bundesrat von Moos war dann von 1960 bis 1971 Vorsteher des Justiz- und Polizeidepartements.
|                         | 1. Wahlgang |
| ----------------------- | ----------- |
| ausgeteilte Wahlzettel  | 235         |
| eingegangene Wahlzettel | 235         |
| leer/ungültig           | 51/2        |
| gültig Total            | 182         |
| absolutes Mehr          | 92          |
| Ludwig von Moos         | 160         |
| Verschiedene            | 22          |

### Fünfte Wahl (Sitz von Hans-Peter Tschudi, SP)

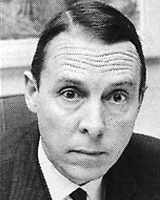
Hans-Peter Tschudi

Hans-Peter Tschudi (SP) wurde am 17. Dezember 1959 zum Bundesrat gewählt. Tschudi war dann von 1960 bis 1973 Vorsteher des Departements des Innern.
|                         | 1. Wahlgang |
| ----------------------- | ----------- |
| ausgeteilte Wahlzettel  | 235         |
| eingegangene Wahlzettel | 235         |
| leer/ungültig           | 31/0        |
| gültig Total            | 204         |
| absolutes Mehr          | 103         |
| Hans-Peter Tschudi      | 190         |
| Verschiedene            | 24          |

### Sechste Wahl (Sitz von Hans Schaffner, FDP)

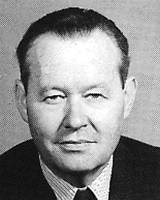
Hans Schaffner

Hans Schaffner (FDP) wurde am 15. Juni 1961 zum Bundesrat gewählt. Schaffner war zwischen 1962 und 1969 Vorsteher des Volkswirtschaftsdepartements.
|                         | 1. Wahlgang |
| ----------------------- | ----------- |
| ausgeteilte Wahlzettel  | 234         |
| eingegangene Wahlzettel | 232         |
| leer/ungültig           | 37/0        |
| gültig Total            | 195         |
| absolutes Mehr          | 98          |
| Hans Schaffner          | 171         |
| Verschiedene            | 24          |

### Siebte Wahl (Sitz von Roger Bonvin, KCV)

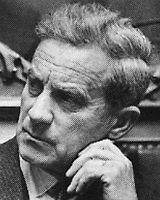
Bundesrat Roger Bonvin im Nationalrat

Roger Bonvin (KCV) wurde am 27. September 1962 zum Bundesrat gewählt. Bonvin war dann zwischen 1962 und 1968 Vorsteher des Finanz- und Zolldepartements und zwischen 1968 und 1973 Vorsteher des Verkehrs- und Energiewirtschaftsdepartements.
|                         | 1. Wahlgang |
| ----------------------- | ----------- |
| ausgeteilte Wahlzettel  | 228         |
| eingegangene Wahlzettel | 228         |
| leer/ungültig           | 35/3        |
| gültig Total            | 190         |
| absolutes Mehr          | 96          |
| Roger Bonvin            | 169         |
| Verschiedene            | 21          |

## Wahl des Bundeskanzlers

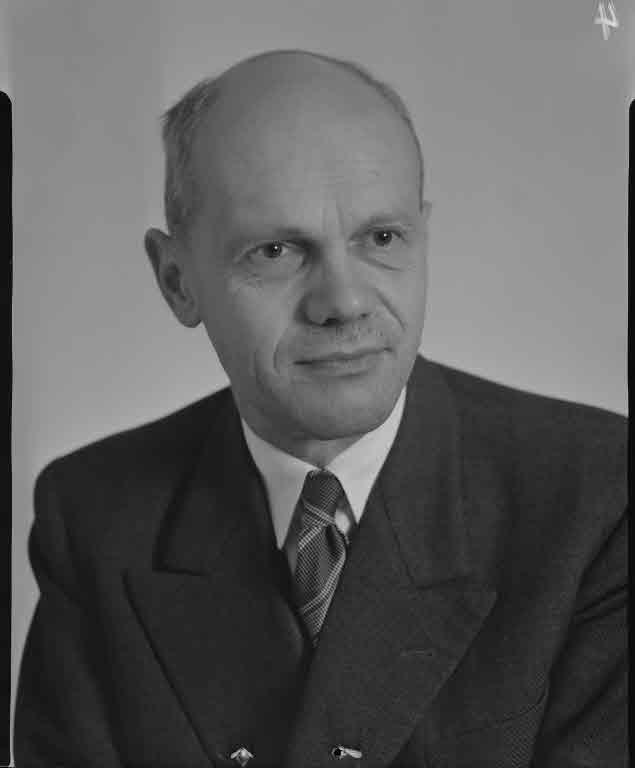
Charles Oser (1960)

Der amtierende Bundeskanzler Charles Oser (FDP) stellte sich zur Wiederwahl und wurde bereits im 1. Wahlgang wiedergewählt. Zahlreiche Stimmen erhielt Hans Brühwiler, Generalsekretär der Bundesversammlung.
|                         | 1. Wahlgang |
| ----------------------- | ----------- |
| ausgeteilte Wahlzettel  | 211         |
| eingegangene Wahlzettel | 210         |
| leer/ungültig           | 39/2        |
| gültig Total            | 169         |
| absolutes Mehr          | 85          |
| Charles Oser            | 130         |
| Hans Brühwiler          | 29          |
| Verschiedene            | 10          |

## Wahl des Bundespräsidenten
Ludwig von Moos (KCV) wurde mit 178 Stimmen zum Bundespräsidenten für das Jahr 1964 gewählt.
|                         | 1. Wahlgang |
| ----------------------- | ----------- |
| ausgeteilte Wahlzettel  | 227         |
| eingegangene Wahlzettel | 227         |
| leer/ungültig           | 38/2        |
| gültig Total            | 187         |
| absolutes Mehr          | 94          |
| Ludwig von Moos         | 178         |
| Verschiedene            | 9           |

## Wahl des Vizepräsidenten
Hans-Peter Tschudi (SP) wurde mit 161 Stimmen zum Vizepräsidenten gewählt.
|                         | 1. Wahlgang |
| ----------------------- | ----------- |
| ausgeteilte Wahlzettel  | 222         |
| eingegangene Wahlzettel | 222         |
| leer/ungültig           | 31/8        |
| gültig Total            | 183         |
| absolutes Mehr          | 92          |
| Hans-Peter Tschudi      | 161         |
| Verschiedene            | 22          |